# إينجل ميدج
إينجل ميدج هي رواية خيال علمي للشباب البالغين لعام 2019 من تأليف جارث نيكس.

## الملخص
في سياق الكتاب يُمكن للبشر استدعاء الملائكة باستخدام الرموز السحرية. ليليات، الساحرة الشريرة، أطلقت ذات مرة لعنة مروعة على مملكة إستارا. بعد عودتها بعد 140 عامًا، يجب على أربعة شباب سيمون وأجنيز وهنري ودوروتيا، العمل معًا لمنعها من تحقيق أهدافها.

## الاستقبال
أشاد النقاد بالرواية، لا سيما بسبب نظامها السحري الفريد،  ومزّجِه بين الخيال العالي والمنخفض. وصفها بروس هيل من مجلة نيويورك جورنال أوف بوكس بأنها "مزيج متدفق من الرعب والمغامرة والخيال".
في مراجعة لمجلة لوكس، لاحظت كارولين كوشمان وإيمي جولدشلاجر إشارات الكتاب العديدة إلى رواية الفرسان الثلاثة للكاتب ألكسندر دوماس. تمت ملاحظة الرواية أيضًا بشخصياتها الكاملة،  والتمثيل البارز للتنوع العرقي والجنسي.
حصل الكتاب على جائزة أورياليس لعام 2019 لأفضل رواية خيال علمي .